# Peter Stern von Labach

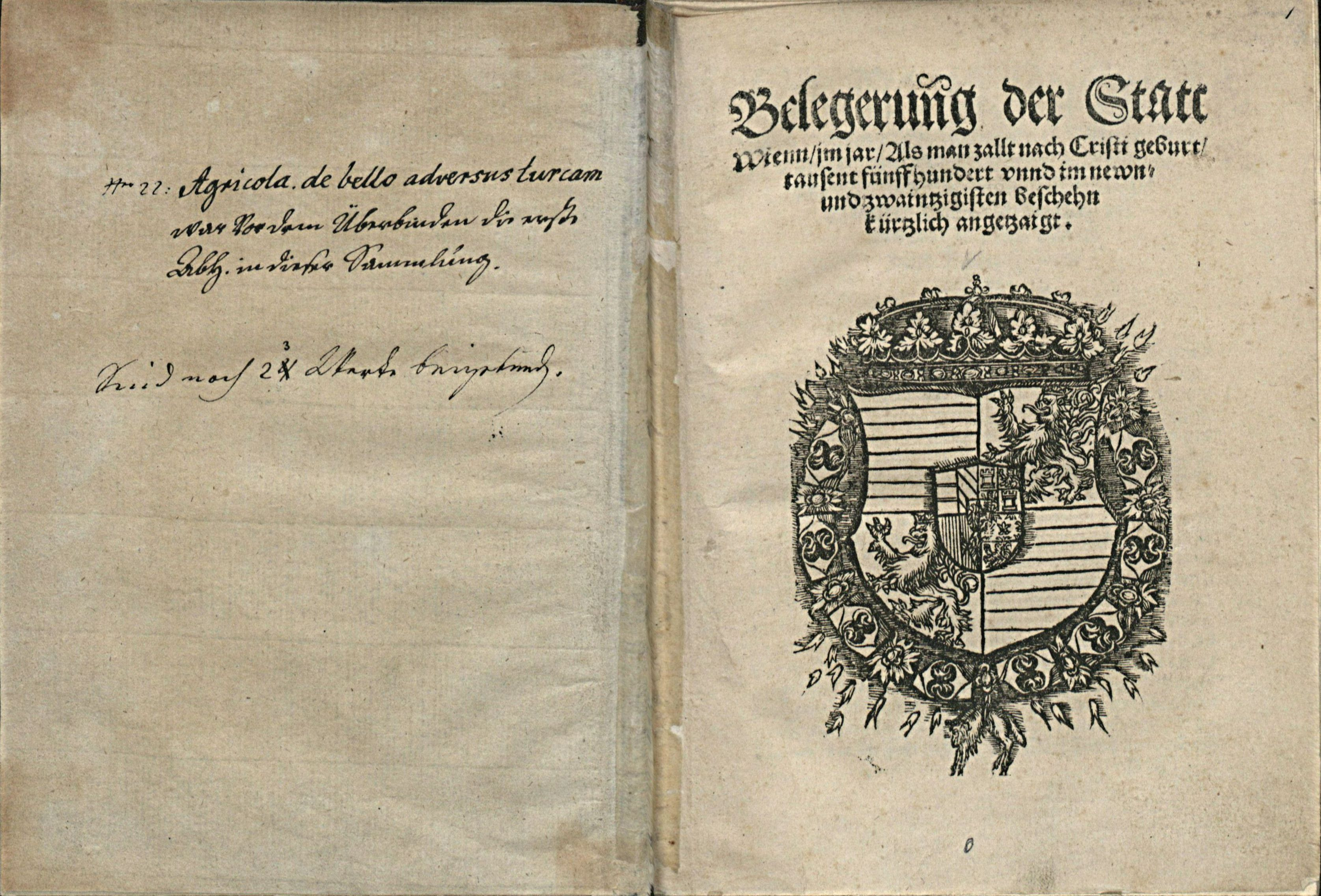
Titelseite der Chronik

Peter Stern von Labach (* 15. Jahrhundert; † 16. Jahrhundert) war ein Kriegssekretär des späteren Kaisers des Heiligen Römischen Reiches, Ferdinand I., und Reichshofrat im Dienste der Habsburger.

## Leben
Während der ersten Belagerung von Wien im September und Oktober 1529 durch die Türken verfasste er eine präzise Chronik über die Verteidigung der Stadt. Am 14. Oktober wurde die Belagerung nach gescheitertem Hauptangriff abgebrochen, und bereits am 12. November veröffentlichte Hieronymus Vietor, der damals bedeutendste Wiener Drucker, Stern von Labachs Augenzeugenbericht. Dieser bildete unter anderem die Basis eines langen Gedichtes von Hans Sachs über die Historia der türkischen Belagerung der Stadt Wien vom 21. Dezember 1529.